# Walter Willy Sommer

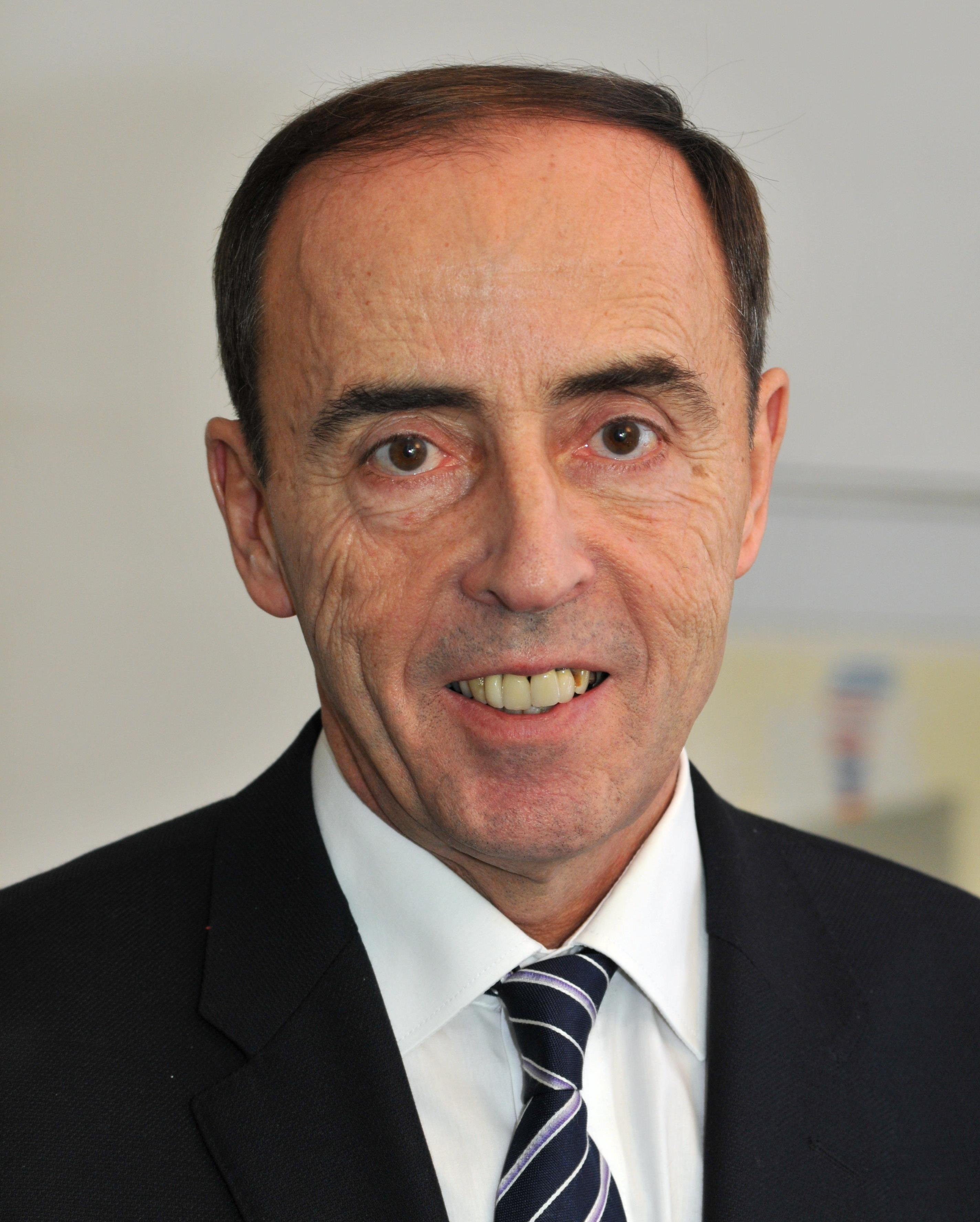
Walter Sommer (2014)

Walter Willy Sommer (* 18. September 1951, heimatberechtigt in Sumiswald und Diessenhofen) ist ein Schweizer Jurist und Politiker (FDP).

## Leben
Walter Sommer schloss im Februar 1978 sein Studium der Staats- und Rechtswissenschaften an der Universität Zürich mit dem juristischen Lizentiat ab. Von 1982 bis 1987 leitete er den Rechtsdienst des Departements für Inneres und Volkswirtschaft des Kantons Thurgau. Während 30 Jahren (1987 bis 2017) setzte er sich vollamtlich als Stadtpräsident der Hochrheingemeinde Diessenhofen ein. Er war von 1988 bis 1996 Mitglied des Grossen Rates des Kantons Thurgau (Parlament).
Sommer präsidierte den Schweizerischen Pontoniersportverband sowie mehrere regionale Verbände. Er war unter anderem Mitglied der Geschäftsleitung der FDP Schweiz und des Zentralvorstandes der Schweizerischen Offiziersgesellschaft. Als Verwaltungsratspräsident oder Verwaltungsrat leitete er vier KMU.
In der Armee wurde er am 1. April 1996 zum Oberst im Generalstab befördert und diente unter anderem als Unterstabschef im Stab Feldarmeekorps 4 und im Stab Informationsregiment 1.
Sommer lebt in Partnerschaft und ist Vater dreier Söhne.

## Schriften
- Leadership – mit Menschen zum Ziel. 2018[2]